# ワカチュキ
『ワカチュキ』は、2002年10月13日から2004年7月4日まで日本テレビ系列で毎週日曜22:30 - 22:56 (JST) に放送されたバラエティ番組。
2003年4月6日までの番組タイトルは『別れてもチュキな人』（わかれてもちゅきなひと）。「ワカチュキ」はこれの略称でもある。

## 概要
司会は中居正広と草野仁。
土曜22時台に移動した『電波少年シリーズ』に代わりスタートした番組で、いわゆる再会型番組の体裁が取られていた。当初は様々な事情があり以前に別れてしまった恋人や友人（番組の募集クレジットでは恩人とも表示されていた）が対象であったが、諸般の事情からかつて同局で放送された『嗚呼!バラ色の珍生!!』と同様に、生き別れた家族や恩師と再会するような企画に程なく変更された。再会に際しては「チュキの扉オープン」と草野がコールした後にチュキの扉が開き再会するという方式が取られていた。2003年4月20日には、23:00からの放送にもかかわらず番組最高視聴率となる20.7%を記録。
2003年5月4日からは、生活に問題を抱えた夫婦がスタジオに出演し悩みを打ち明けるものにリニューアルされた。また30代（当時）で独身の中居に結婚する気を起こさせるのもテーマの一つだった。しかしわずか数週後に内容がリニューアルされ、これ以降は一転して視聴率も伸び悩んでしまった。後期には中居に下ネタを言わせたり、お見合い企画をしたりなど、当初の趣旨とは離れた内容となってしまい、2004年7月4日をもって番組を終了した。
広島テレビではこれまで同時刻にローカル番組の『進め!スポーツ元気丸』が放送されていたが、「ワカチュキ」に改名以降は『進め!～』の放送時間が変更されたことにより、同局でも同時ネットに移行している。なお『進め!～』は50分→34分→30分への時間短縮や枠移動、および『元気丸』へのタイトル変更を経て2025年現在も放送を継続している。

## スタッフ
- 総合演出：中西健（以前は企画演出）
- 構成：村上卓史、金杉弘子 / 上野耕平、島津秀泰
- ナレーター：屋良有作、阪井あかね
- TM：勝見明久
- SW：高梨正利
- CAM：山田祐一
- MIX：中村宏美
- 調整：塩原和益
- 照明：中瀬有紀、小笠原雅登
- 美術：中原晃一
- デザイナー：栗原純二
- 音効：村田好次・寺尾崇（佳夢音）
- 編集：波江野剛 (Omnibus japan)
- MA：水野貴浩 (Omnibus japan)
- デスク：大黒紫
- TK：恩田明子
- 広報：西室由香里
- 美術・照明協力：日本テレビアート
- スタイリスト：富岡祥寿、北川仁子
- ヘアメイク：渡辺真由美、石田章一
- 制作進行：佐々木雅子
- コーディネーター：小原知佐子（アガサス）
- リサーチ：岡野温子、上野恵（フルタイム）、横山晋哉、正村和重（フリード）、下澤由紀子、塚原浩（スコープ）
- 演出補：大塚力、境一敬、原田大輔、伊藤利彦
- ディレクター：石尾純、福島伸次郎、小江翼、廣田健介、大場剛、梅津芳臣（梅津→演出補）、森栄一郎
- 演出/ディレクター：川名良和、永井英樹、井上芳朗、牛込剛
- 演出：鈴木守
- プロデューサー：森實陽三 / 日向野明、神尾育代
- チーフプロデューサー：吉田真
- 協力：ジャニーズ事務所
- 制作協力：NCV、日本テレビエンタープライズ
- 製作著作：日本テレビ

### 過去のスタッフ
- 構成：豊村剛
- ナレーター：関智一、寺瀬今日子
- 編集：小野坂智（IMAGICA）
- MA：中野亮一（IMAGICA）
- 広報：薗田恭子
- スタイリスト：石井とし江
- コーディネーター：内藤智子、菅井洋（アガサス）
- リサーチ：佐藤正子（フルタイム）、菊池麻衣（フリード）、石井千鶴、金澤秀晃（フォーミュレーション）
- ロケ技術：コスモスペース
- 企画監修：五味一男
- 編成：小澤太郎、上田識喜
- 演出補：吉村正好
- ディレクター：広江孝吉
- 演出：瓜生健（以前は総合演出）